# Kleino
 (novembre 2022).
Kleino est une musicienne dans l'Égypte antique. 
Elle est musicienne professionnelle (joueuse de flûte) dans Alexandrie en Égypte. Elle est active à la cour royale, où elle obtient le poste distingué de sommelier officiel de Ptolémée II Philadelphe. Elle est apparemment un personnage important à la cour et est devenue un personnage public bien connu : Polybe affirme qu'il y avait un certain nombre de statues publiques d'elle à Alexandrie la représentant en tunique tenant une coupe à vin,.